# كهفي صديقي
كهفي صديقي هو كتاب سياسي اجتماعي من تأليف الكاتب علي محمد الطاهر يناقش الواقع الحياتي ويحلله في ضوء الأزمات التي نعاصرها بسبب التكنولوجيا التي خلقت لنا حياة موازية لحياتنا وأصبحت مع الوقت هي الحياة الحقيقية للفرد ينطوي داخلها ويخلق العالم الذي يتمناه في خياله بها ويجعل مع الوقت حياته الحقيقية كالسلم الذي يمر به يوميا ليعبر إلى حياته الخيالية الزائفة.

تلك الحياة التي صنعها له المتآمر لكي يجعل البشر نسخ كربونية من أنفسهم يجمعهم تحت مظلته التي يستطيع من خلالها توجيه عقولهم وغسلها وجعلها تتقبل المسار الذي يريده وللاسف هذا المسار تختاره العقول المستعبدة بواسطته وهي تعتقد أنها حرة الإرادة .. وهذا جل ما كان يريده ذلك المتآمر، أرض يحكمها يصبح فيها البشر كالأغنام والماشية صم بكم عمي لا يعلمون إلى أين يقادون وجل تفكيرهم في الملذات الدنيوية مثل الأكل والشرب والجنس والنوم فقط وعندها يجعلهم المتآمر أرجوحة يمتطيها وقتما شاء ليصنع أمجاده عبر التاريخ ويحيك خططه وينفذها من خلال ذلك القطيع الذي يقوده.
ستجد أن هذا الكتاب يقول ما يريد لسانك البوح به ويريد قلبك أن يصرخ بكلماته.

## نبذة وملخص عن الكتاب
استبدلنا كأس الخمر بالموبايل.
سيطر اليهود في الماضي على الحانات وعلب الليل وتقربوا من صفوة المجتمعات وأثريائها يجالسونهم وينتشرون في المجتمعات بين الناس ليعطون لهم آرائهم ونصائحهم ويحكمون بينهم في النزاعات والتناحرات ومن ثم أصبحوا أسياد المال والتجارة وجلسوا على مقاعد من تقربوا لهم في السابق بهدف نصحهم بعد أن أصبحوا أهل للرأي والافتاء والحكم وبهذا نجحت أفعتهم في الماضي بالتسلل إلى مضاجع الأثرياء والصفوة ومعرفة دسائسهم وأسرارهم ومكنونات قوتهم وضعفهم.
أما في الحاضر فقد اخترعوا التكنولوجيا والإنترنت وكانوا خلف تلك الطفرة التكنولوجية المفاجئة وصمموا المنتديات ومواقع التواصل الاجتماعي وبرامج الموبايل وأنظمة التشغيل لكي يراقبوا كل ما يحدث للبشر من أعلى نقطة استحوذوا عليها في الخفاء لا يراهم أحد ولا يعلم بوجودهم أحد.
وبذلك يؤلفون الخطط ويوظفون العقول ويوجهون قطعان البشر نحو ما يريدونه فإن أرادوا ثورة بثوا الفوضى واخبار الفساد، وإن أرادوا محو العادات والتقاليد وميزان الدين من العقول بثوا العري والفواحش، واخترعوا مبادئ وقيم جديدة يبثونها بين الناس من خلال مراكزهم على شبكة الإنترنت.
ومن خلال ذلك يتبع الناس أفكارهم ويتناقلونها بينهم، دون أن يشعروا أن أحداً قام بخلق كل ذلك النظام ووظف مقدراته لكي يصنع العقول من جديد ويوجه الشعوب نحو ما يريده هو في نهاية الأمر.
وبذلك استبدل اليهود الحانات بمواقع التواصل الاجتماعي.
وأصبحوا كما في السابق هم أهل الرأي والنصح لكافة البشر دون أن يراهم البشر خلف النصائح بل كانوا دائما خلف الكواليس يبثوا ما يريدونه عبر صفحات تلك المواقع عبر الصور المعبرة والصور المقولبة المضحكة والمقالات السياسية والاجتماعية وعبر تعليقات حسابات مجهولة وأشخاص مجهولين قد وقفوا خلفهم وجعلوهم مع الوقت مشاهير تلك المواقع ولهم محبين ومتابعين بالالاف وهؤلاء هم الإعلام الجديد والميديا الجديدة وهم أهل الرأي الجدد يطلقون آرائهم في الأحوال السياسية والعسكرية والاجتماعية والثقافية ويتبع حديثهم الناس.
ولم يفكر هؤلاء الناس أن من صنع عقول هؤلاء الشباب المتمدنين قد وضع فيها كل ما ينافي الوحي الإلهي وكل ما يفسد البشر والمجتمعات.
وبجهل الناس قد نجح هؤلاء ومن وقف خلفهم من فسدة اليهود في استبدال مبادئ البشر وقيمهم ونظرتهم للحلال والحرام مع الوقت دون ان يشعر الناس بذلك التغيير ..
وكما كان الناس يتراقصون في الحانات ويتمايلون ويظهرون عوراتهم ويضربون على أجسادهم، أصبحوا بواسطة التكنولوجيا يفعلون أكثر من ذلك واستبدلوا كأس الخمر بالموبايل، ها نحن نعرض بيوتنا وأسرارنا أمام عامة الناس ويراها الكاره لنا قبل المحب.
وانظر حولك وشاهد ما آلت إليه أمورنا بعد هذا التقدم المفاجئ وسترى عندها المحرك الرئيسي لهذا التقدم ومدبر مساراته وخططه ومحركها ومحرك عقول العامة بواسطتها.
وفي الكتاب نكشف بعض سموم أفعتهم ونراقب مساراتها.

## أقسام الكتاب
- قلم البداية: منحدر الهاوية.
- أقنعة النفاق.
- مواقع التفسخ الاجتماعي.
- دائرة داخلها ائرة داخلها دائرة وستقع حتماً في مصيدتهم.
- أصبحت عارياً في مجتمع يراك بدون ملابس رغم أنك ترتديها.
- قلوب قاسية.
- أساتذة التمثيل السينمائي.
- مرآة اخطائنا تظهر حقيقتنا.
- إعلامنا وإعلامهم.
- طريق الباطل جعلوه طريقاً للحق.
- التكنولوجيا أداة جديدة للسرقة.
- لماذا لا يفضح الاعلام المتآمرين من النخبة والمؤسسات وتجار الحروب واصحاب شركات الصناعات المسرطنة.
- التكنولوجيا جعلتنا آلات.
- العري حداثة العصر.
- عالم مريض.
- العولمة ما بين إشاعة الجنس وتعميم المخدرات.
- العالم الوحشي.
- أفعى إبليس.
- الإفساد تراه في الوجوه.
- الجيل القادم ينبأ بمستقبل أسود.
- شاهد نفسك.
- دوامات الحياة.
- إنه حال الدنيا يا صديقي.
- متآمر لا نراه وهو أمام أعيننا.
- نظام عالمي جديد يحمل وحي إبليس لتابعيه.
- هل العامة يعلمون.
- ماذا نحن فاعلون.

## وصلات خارجية
- كهفي صديقي.
- «كهفي صديقي» كتاب جديد للحلم
- كتاب «كهفي صديقي» جديد دار الحلم
- «كهفي صديقي».. يكشف مؤامرة السيطرة على العقول البشرية